# Minúscula 12
Minúscula 12 (en la numeración Gregory-Aland), A137 (Soden) es un manuscrito griego en minúsculas del Nuevo Testamento, en pergamino. Es datado paleográficamente en el siglo XIV.

## Descripción
El códice contiene el texto completo de los cuatro Evangelios, en 294 hojas de pergamino (26 cm por 20 cm), con comentarios. El texto está escrito en una columna por página, el texto bíblico en 21 líneas y el texto del comentario en 57 líneas por página. La tinta es de color marrón.
Los comentarios en Mateo y Juan son de Juan Crisóstomo; en Marcos, de Victorino de Petovio; en Lucas, de Tito de Bostra.
El texto de los Evangelios está dividido de acuerdo a los κεφαλαια (capítulos), cuyos números se colocan al margen del texto, y sus τιτλοι (títulos) en la parte superior de las páginas. También hay otra división de acuerdo con las más pequeñas Secciones Amonianas, con referencias a los Cánones de Eusebio.
Contiene la Epistula ad Carpianum, las tablas de los Cánones de Eusebio, prolegómenos, las tablas de los κεφαλαια (tablas de contenido) antes de cada Evangelio, libros litúrgicos con hagiografías (Menologio y Synaxarium), y suscripciones al final de cada Evangelio.

## Texto
El texto griego del códice es representativo del tipo textual bizantino, con algunas lecturas ajenas. Aland lo colocó en la Categoría V.
No fue examinado usando el Perfil del Método de Claremont.
El texto de la perícopa de la adúltera (Juan 7:53-8:11) es omitido. El texto de Marcos 16:9-20 tiene una nota de Victorino de Petovio.

## Historia
Está datado por el INTF en el siglo XIV.
Fue añadido a la lista de los manuscritos del Nuevo Testamento por Johann Jakob Wettstein, quien le dio el número 12.
Fue examinado y descrito por Wettstein, Griesbach y Paulin Martin. C. R. Gregory vio el manuscrito en 1885.
El códice ahora se encuentra en la Bibliothèque nationale de France (Gr. 230) en París.